# Sindrome LEOPARD
La sindrome LEOPARD, o lentigginosi cardiomiopatica progressiva, è una malattia genetica caratterizzata da un insieme di malformazioni scheletriche e cardiache associate alla presenza sulla pelle di lentiggini. La malattia venne descritta per la prima volta nel 1936 da Zeisler e Becker come associazione di lentiggini, ipertelorismo, petto carenato e prognatismo; osservazioni successive permisero l'associazione di tali caratteristiche somatiche con i difetti scheletrici e cardiovascolari, ma fu Gorlin che nel 1969 coniò il termine LEOPARD come acronimo che indica sette caratteristiche cliniche e che riconduce anche all'aspetto "macchiato" della pelle dei pazienti per la presenza delle lentiggini.

## Epidemiologia
La malattia è classificata come rara o estremamente rara dalla letteratura, che comprende un centinaio circa di casi clinici descritti.

## Eziologia
Confusa inizialmente con la neurofibromatosi per la presenza delle macchie caffellatte, e con la sindrome di Noonan per l'ipertelorismo che caratterizza entrambe le forme, la sindrome LEOPARD è in realtà dovuta a una mutazione che coinvolge lo stesso gene di quest'ultima, il PTPN11, assieme ad altre mutazioni accessorie che ne spiegano la variabilità clinica. Il gene PTPN11 è responsabile della sintesi dell'enzima tirosin-fosfatasi, ma questo tipo di mutazione produce aspetti differenti da quelli della sindrome di Noonan e si verifica con una frequenza di gran lunga minore. La sindrome si trasmette come carattere autosomico dominante. Il gene responsabile ha un'alta penetranza, ma l'espressività è estremamente variabile e determina caratteristiche cliniche a volte parziali.

## Caratteristiche cliniche
L'acronimo LEOPARD indica l'associazione di:
- Lentiggini: sono numerosissime e possono arrivare a coprire, senza una distribuzione particolare, fino all'80% della superficie corporea, interessando sia le aree esposte al sole che quelle non esposte; il contorno è irregolare e la loro grandezza varia da pochi millimetri a 1-1,5 centimetri di diametro. Lo studio dei melanociti ha rivelato la presenza di granuli giganti di melanina simili a quelli riscontrati nelle macchie caffellatte della neurofibromatosi.
- Anomalie Elettrocardiografiche, per la presenza di disturbi di conduzione quali blocco di branca.
- Ipertelorismo Oculare: l'aumento di distanza fra gli occhi si accompagna ad altre caratteristiche somatiche quali bassa attaccatura delle orecchie e prognatismo (sporgenza della mandibola).
- Stenosi Polmonare: il restringimento è di solito localizzato alla radice dell'arteria polmonare e può accompagnarsi alla compresenza di stenosi aortica o di prolasso valvolare mitralico
- Anomalie genitali quali ipospadia o criptorchidismo nel maschio, agenesia o ipoplasia di un ovaio nella femmina.
- Ritardo di crescita: i bambini hanno peso normale alla nascita e cominciano a rallentare lo sviluppo dopo l'anno di vita.
- Difetto dell'udito: si tratta di solito di sordità neurosensoriale (in inglese: Deafness).

Sono stati descritti anche due casi di leucemia associata alla sindrome.

## Diagnosi
Per la diagnosi non è necessaria la compresenza di tutte le caratteristiche sopra descritte. È sufficiente il riscontro dell'associazione di lentiggini e di altre due caratteristiche o, in assenza di lentiggini, la presenza di 3 caratteristiche e la conferma della diagnosi in un parente di primo grado (genitore, figlio, fratello).

## Prognosi e terapia
La maggior parte dei pazienti affetti dalla sindrome può condurre una vita relativamente normale; la cardiomiopatia è responsabile della morte in quei pazienti in cui le anomalie cardiovascolari sono più rilevanti. Una volta confermata la diagnosi, i pazienti dovrebbero comunque essere seguiti dal punto di vista cardiologico.
Poiché la sindrome è compatibile con una normale fertilità, i pazienti (e i parenti dei pazienti) dovrebbero sottoporsi a una consulenza genetica se decidono di avere figli. L'eventuale gravidanza va seguita anche per il monitoraggio delle eventuali malformazioni cardiache.